# Martin Bursík
Martin Bursík (ur. 12 sierpnia 1959 w Pradze) – czeski polityk, w latach 2005–2009 przewodniczący Partii Zielonych. W 1998 i w latach 2007–2009 minister środowiska, od 2007 do 2009 również wicepremier.

## Życiorys
Ukończył studia z dziedziny ochrony środowiska naturalnego na wydziale przyrodniczym Uniwersytetu Karola w Pradze, doktoryzował się w 1985. Pracował następnie w państwowym przedsiębiorstwie geologicznym.
W 1989 dołączył do Forum Obywatelskiego. Od 1990 do 1992 poseł do Czeskiej Rady Narodowej, inicjator ustawy o ochronie środowiska naturalnego. Po rozpadzie forum działacz ugrupowania Občanské hnutí, przekształconego w ruch Svobodní demokraté. Pełnił funkcję wiceprzewodniczącego tej partii. W latach 1994–1998 był radnym miejskim w Pradze, gdzie przewodniczył komisji ds. ochrony środowiska. Od stycznia do lipca 1998 zajmował stanowisko ministra środowiska naturalnego w technicznym rządzie Josefa Tošovskiego. Pod koniec lat 90. zajął się prowadzeniem własnego przedsiębiorstwa konsultingowego.
W 1999 wstąpił do Unii Chrześcijańskiej i Demokratycznej – Czechosłowackiej Partii Ludowej, do której należał do 2003. Od 2002 do 2003 był doradcą ministra energetyki, opracował projekt ustawy o odnawialnych źródłach energii. W 2004 przyłączył się do Partii Zielonych, a we wrześniu 2005 został przewodniczącym tego ugrupowania.
Przed wyborami parlamentarnymi w 2006 forsował koncepcję samodzielnego startu Partii Zielonych, co przyczyniło się do jego konfliktu z Janem Beránkiem, jego poprzednikiem na funkcji przewodniczącego ugrupowania. W 2006 ugrupowanie po raz pierwszy w historii weszło do Izby Poselskiej, otrzymując 6,29% głosów i 6 mandatów, z których jeden objął Martin Bursík. Partia podpisała umowę koalicyjną z ODS i KDU-ČSL, która jednak została zerwana, co doprowadziło do utworzenia rządu mniejszościowego Mirka Topolánka. W grudniu 2006 umowa została odnowiona, w styczniu 2007 Martin Bursík objął funkcje wicepremiera oraz ministra środowiska w drugim gabinecie dotychczasowego premiera. Pełnił je do maja 2009. Od października do grudnia 2007 czasowo kierował również resortem szkolnictwa, młodzieży i sportu. W czerwcu 2009, po słabym wyniku jego partii w eurowyborach, zrezygnował z kierowania tym ugrupowaniem. Wystąpił z niego w 2013, a rok później stanął na czele partii Liberálně ekologická strana; przewodniczył jej do 2021.
Ma dwie córki z małżeństwa z Ivaną Bursíkovą (z którą rozwiódł się w 2008). Później związany kolejno z dziennikarką Jitką Obzinovą, Moniką Arkai (córką Jiříego Dienstbiera) oraz Kateřiną Jacques (była posłanką), którą poślubił w 2015 i z którą ma córkę.